# Deloryite
La deloryite è un minerale.